# Antoine de Murat
 (mars 2012).
Si vous êtes l’auteur de ce texte, vous êtes invité à donner votre avis ici. À moins qu’il soit démontré que l’auteur de la page autorise la reproduction et que ce contenu soit compatible avec les principes fondateurs de Wikipédia, cette page sera supprimée ou purgée au bout d’une semaine maximum. En attendant le retrait de cet avertissement, veuillez ne pas réutiliser ce texte.
Pour les articles homonymes, voir Murat.
Antoine de Murat (1739-1813) est un  diplomate suédois d'origine arménienne.

## Biographie
Plusieurs diplomates des ambassades occidentales à Istanbul se sont livrés à l'observation de la civilisation ottomane. Si leurs observations concernent surtout la langue, l'histoire et l'archéologie, il faut aussi citer la musique. Deux noms viennent aussitôt à l'esprit, Charles Fonton et Antoine de Murat.
Antoine de Murat a occupé le poste de drogman à l'ambassade de Suède. Il était parent et contemporain du célèbre Mouradgea d'Ohsson. Ses études sur la musique orientale étaient célèbres de son temps et il passait pour le meilleur spécialiste du sujet. Son travail original intitulé Essai sur la musique orientale ou explication du système des modes et des mesures de la musique turque, est aujourd'hui perdu mais il a fait l'objet d'une publication de plusieurs dizaines de pages en allemand dans le journal viennois Aestetische Rundschau en 1867 par le musicien autrichien Auguste von Adelburg. Ce dernier l'avait trouvé chez son oncle, le baron Ignace de Testa.
C'était également un négociateur très expérimenté. C'est lui qui fut le représentant de la Suède lors des discussions sur le traité des subsides signé en 1789.